# Contrôle de gestion
Pour les articles homonymes, voir CDG.
 (juin 2020).
Si vous disposez d'ouvrages ou d'articles de référence ou si vous connaissez des sites web de qualité traitant du thème abordé ici, merci de compléter l'article en donnant les références utiles à sa vérifiabilité et en les liant à la section « Notes et références ».
Il n’y a pas de définition du contrôle de gestion qui soit unanimement reconnue. Toutefois, se dégagent des conceptions communément admises. En 1965, Robert N. Anthony propose, dans un premier temps, une définition classique du contrôle de gestion : « Le contrôle de gestion (management control) est un processus par lequel les managers obtiennent l’assurance que les ressources sont obtenues et utilisées de manière efficace et efficiente pour la réalisation des objectifs de l’organisation. »
Le contrôle de gestion (quelquefois abrégé par « CDG ») est une fonction qui vise à répondre aux questions des managers pour mettre en œuvre la stratégie de l'organisation. Concrètement, cela se traduit par la formulation de simulations d'investissement ou placement de marché afin de réaliser des prévisions. Ceci permet alors de mieux définir les objectifs, en mettant en place les moyens, en comparant les performances passées et futures et les objectifs, en ajustant les objectifs et les moyens.
Le contrôle de gestion est plus qu'une fonction, c'est une discipline développée à la suite de la croissance des besoins des dirigeants qui cherchent à accroitre leurs parts de marché, leurs ventes ou décider d'abandonner certaines produits qui ne génèrent aucun profit.
Il s'inscrit dans une démarche de contrôle global de l'organisation (généralement l'entreprise) afin d'en maîtriser le fonctionnement et s'applique pour cela également aux consignes et procédures de travail suivies afin d'en vérifier le bien-fondé. De façon générale, Il vise à faciliter le pilotage et la régulation du fonctionnement de l'entreprise (par anticipation, alerte ou rétroaction).
Le contrôleur de gestion pense, propose et élabore des outils de gestion au service du management de l'organisation. Il permet de procéder à des évaluations de la performance, c'est-à-dire de l'efficience, de l'efficacité, des synergies, des gains de productivité et de la flexibilité. Si l'appréciation de la rentabilité reste généralement du ressort de l'analyse financière et des investisseurs (hedge funds, asset manager, OPCVM, petits porteurs, private equity, fonds souverains…) certaines approches telles que le tableau de bord prospectif (balanced scorecard) permettent d'anticiper son évolution future au regard des performances passées.
Le contrôle de gestion permet le contrôle, la mesure, la gestion et l'analyse de l'activité d'une organisation. Des indicateurs seront suivis (mesurés) ainsi que l'écart de la situation (réelle) avec le but visé (valeur cible, budget à respecter). Il s'agit d'un contrôle non seulement au sens de vérification (évaluation), mais aussi au sens de pilotage (conduite), même si cette notion est porteuse d'une vision idéologique parfois critiquée (ou approuvée). Le credo discutable du contrôle de gestion est qu'on ne pilote que ce que l'on mesure, ou dit autrement "ce qui n'est pas mesuré ne peut être géré". La mesure est donc capitale car elle permet le contrôle de la (bonne) gestion. Il existe cependant d'autre leviers de contrôle avec la prescription formelle de comportement (contrôle par les comportements) ou informelle (contrôle par la culture).
Afin d'améliorer le niveau d'intégration et la structure de l'organisation, le contrôle de gestion est parfois (souvent) aidé d'un progiciel de gestion intégré (PGI, ou Enterprise Resource Planning). Sur ce système d'information de gestion le contrôleur de gestion puise selon ses besoins dans la comptabilité analytique, la comptabilité générale, la GPAO (Gestion de Production Assistée par Ordinateur), l'administration des ventes et les différents services: achats, production, reprographie… Les PGI représentent cependant des solutions lourdes et souvent difficilement maniables de telle sorte que des outils périphériques s'avèrent nécessaires bien que coûteux (outils d'informatique décisionnelle, de calcul de coûts, de tableaux de bord, web applications).
De nos jours, des contrôleurs de gestion sont présents dans la plupart des organisations de taille significative, c'est-à-dire de plus de 150 personnes, même si des outils (calcul de coûts, budget, indicateurs) se mettent en place dans des structures plus petites. Comme le soulignent Marc Bollecker et Angèle Renaud (2023), le contrôle de gestion est autant déployé dans les entreprises privées que dans les organisations publiques et dans les associations. Cependant, dans le secteur public, la pratique du contrôle de gestion diffère .
Il existe deux profils principaux de contrôleurs. Il est le plus souvent fait référence au cadre issu d'une formation en management avec une spécialisation en comptabilité et contrôle de gestion. Cependant, de nombreux ingénieurs occupent également cette fonction. C'est un moyen pour ces ingénieurs d'évoluer depuis des fonctions techniques vers des fonctions managériales en s'initiant aux logiques financières. Leur compréhension de la technique est aussi une garantie de la qualité des outils de pilotage proposés.
En France, l'Association nationale des directeurs financiers et de contrôle de gestion (DFCG) rassemble depuis 1964 les professionnels du contrôle de gestion.

## La mutation du contrôle de gestion
De multiples facteurs ont contribué à faire évoluer le contrôle de gestion depuis son origine : intensification de la concurrence, globalisation de l'économie, développement des technologies de l'information et de la communication (TIC), utilisation croissante des données pour analyser la performance des organisations, évolutions en matière réglementaire et de gouvernance, etc.
Par ailleurs, le tissu économique a connu des mutations majeures depuis la naissance du contrôle de gestion. L'économie était alors essentiellement tournée vers les activités industrielles alors qu'aujourd'hui, ce sont les services qui prédominent, représentant près de 80 % du PIB de la France.
Les techniques de contrôle de gestion, historiquement conçues pour un monde industriel, doivent donc s'adapter aux spécificités des sociétés de service.
C'est ainsi désormais une approche globale qui est attendue du contrôleur de gestion. Outre les techniques d'analyse (calcul des coûts, analyse des écarts, yield management, analyse des business models), celui-ci doit à la fois avoir une bonne connaissance de l'environnement externe (marché, concurrence, régulations), de l'environnement interne (opérations, process, culture d'entreprise), des outils (ERP, décisionnel, reporting), mais aussi maîtriser les aspects communication et gestion interpersonnelle (management, leadership, intelligence émotionnelle).
Les mutations globales de l'économie et sa tertiarisation ont ainsi entraîné une modification des pratiques du contrôle de gestion. Il est passé d’une simple fonction de calcul des coûts et des écarts budgétaires (dépendant du département financier ou comptable) à une fonction tactique de pilotage du changement relevant de la direction générale par le service marketing et la gestion de la qualité. Cette transformation passa d'abord par une évolution du contrôle réalisé par le système d'information (son urbanisation, son processus de transmission par reporting ou tableaux de bord…). L’audit du système d’information étant théoriquement une des tâches fondamentales du contrôle de gestion, l'aide du service informatique devient de plus en plus indispensable. Le contrôle tend de plus à utiliser des outils d'évaluation d'entreprise toujours plus divers (Retour sur investissement, VA… si on lui assigne des objectifs d'analyse financière). Le contrôle de gestion doit aussi tenir compte des divergences d'intérêts au sein de l'entreprise et de la culture d'entreprise. Des règles de gouvernance d’entreprise (Corporate Governance) transparentes et prenant en considération les intérêts de toutes les parties prenantes (stakeholders en anglais) doivent être prises en compte.

## Caractéristiques du contrôle de gestion

### Missions du contrôle de gestion
Le contrôle de gestion a pour mission de s'assurer de la mise en œuvre de la stratégie d'entreprise adoptée et les moyens mis en œuvre sur le terrain (que fait-on et avec quoi ?). Cela implique plusieurs choses :
- Pour ce qui est du positionnement, le contrôle de gestion est un des organes de la direction, même s'il a des liens forts avec le système comptable ou financier (par exemple). Et même les managers opérationnels font du contrôle de gestion, ce qui est une des difficultés de définition des missions spécifiques au contrôleur de gestion.
- Le contrôle de gestion n'est pas un organe opérationnel, mais un organe d'échange d'information. Une liaison étroite avec les unités opérationnelles est indispensable pour être certain du bien-fondé des indicateurs et des outils de mesure. Bien que lié à la direction générale, le contrôle de gestion doit tout autant partir "du bas" que "du haut" et veiller à être utile aux unités de travail autant qu'à la direction de l'entreprise.
- Le contrôle de gestion ne peut se contenter de « cueillir » l'information qui passe, il lui faut la maîtriser complètement et s'assurer de sa qualité (fiabilité, ponctualité, etc.) ; il aura besoin d'information spécifique, sans autre usage que celui qu'il en fera, et il peut avoir besoin de la construire lui-même.
- Le contrôle de gestion ne se limite pas à donner des chiffres et allumer des voyants dans un tableau de bord, il construit le tableau de bord et l'adapte en permanence aux objectifs. Il aide à déterminer les indicateurs pertinents en collaboration avec le management.

Si dans le futur une entreprise souhaite améliorer ses performances financières, elle devra en effet s'assurer régulièrement qu'elle se rapproche petit à petit de son objectif en vérifiant ses états financiers ; toutefois, elle devra toujours pouvoir relier ses performances financières avec ses actions opérationnelles (si je veux que le service commercial augmente de x % sa marge, je dois me demander quels sont les facteurs qui influencent la marge et comment je vais devoir m'y prendre au quotidien pour agir sur ces facteurs ; si aucune action n'est envisagée pour soutenir mon objectif, il y a peu de chance que je l'atteigne).
Ainsi, le contrôle de gestion revient à :
1. vérifier que les objectifs que sous-tend la stratégie choisie sont bien suivis. Cela se fait à partir de tableaux d'indicateurs qui peuvent mêler des données financières (la comptabilité analytique) et des données statistiques issues de l'exploitation ;
2. conseiller les opérationnels à partir de l'analyse de ses tableaux d'indicateurs ;
3. donner son avis à la direction sur le choix des objectifs qui sous-tendent la stratégie.

Le suivi est important car il permet de s'assurer que les actions mises en œuvre mènent bien l'entreprise là où elle le souhaite.
Enfin, la complexité des multinationales engendre une décomposition du contrôle de gestion. Outre le fait que le contrôle de gestion n'est pas exclusivement propre aux contrôleurs de gestion (les opérationnels aussi font du contrôle de gestion), ces derniers se voient assigner des tâches spécifiques. C'est pourquoi il se peut qu'un contrôleur suive les performances au niveau de l'entreprise, qu'un autre suive plutôt une des filiales et qu'enfin un troisième, au sein de la filiale, suive de manière plus opérationnelle les projets mis en place.

### Les limites du contrôle de gestion
Il existe une triple limite fondamentale au contrôle de gestion :
1. Tout n'est pas mesurable à un coût raisonnable, et pourtant il faut bien quand même piloter le système. Le contrôle de gestion n'est pas la panacée.
2. Une fois qu'un indicateur a été choisi, il devient très vite un but en soi, susceptible de toutes les manipulations. Cela limite la confiance qu'on peut accorder au système de contrôle de gestion, même si l'on peut mettre en place toutes sortes de parades (renouveler les indicateurs utilisés, les garder confidentiels, etc.). Et cela induit un stress, notamment lorsque les indicateurs sont mal choisis et conduisent à exiger l'impossible.
3. Les managers ne doivent pas se contenter des indicateurs du contrôle de gestion, mais doivent aussi régulièrement constater sur place ce qui se passe dans les unités de l'entreprise et avec les clients, vu que les indicateurs ne détectent pas tout.

D'autre part, il est souvent difficile de laisser le contrôle de gestion à sa place. Le contrôle de gestion, au carrefour de nombreuses fonctions, peut assez facilement dériver, sous l'effet de ses tendances propres, du contexte, et des pressions des autres acteurs. Il peut ainsi se limiter à un contrôle formel et tatillon, devenir un organe d'inspection interne, ou de conseil et d'aide à la décision, ou d'analyse économique, ou encore prendre en charge des responsabilités opérationnelles, ou bien encore occuper des fonctions plus ponctuelles liées à une autre forme de métiers, malgré tout assez proche : l'audit interne.

## Les fonctions contrôle de gestion
Le contrôle de gestion est l'activité visant la maîtrise de la conduite d'une organisation. Il propose et élabore des outils de gestion au service du management de l'organisation. Les quatre types de contrôle sont le contrôle de gestion discret, partenaire, garde-fou et omnipotent. Les rôles de fonctions contrôle de gestion sont le mandat discret de vérification, l'aide à la décision locale, la formation des cadres dirigeants et légitimation, et la centralisation du pouvoir.

### La fonction contrôle de gestion discrète
Si la fonction de contrôle de gestion est désignée comme étant discrète, cela veut nécessairement dire que les dirigeants ne délèguent qu'une faible part de l'autorité et exercent pleinement leurs responsabilités. La créativité de même que la réactivité des dirigeants sont donc exploitées à leur maximum. Par contre, ce style de contrôle peut dériver à un contrôle interne ou même à une mauvaise gestion de l'entreprise. De ce fait, cette sorte de contrôle de gestion devrait être bien évaluée avant son utilisation puisqu'une bonne gestion est dite essentielle pour le bon fonctionnement d'une entreprise.

### La fonction contrôle de gestion partenaire
De logique financière et marketing, la fonction contrôle de gestion partenaire est la délégation des études nécessaires à la prise de décision, côté financier, des managers opérationnels aux contrôleurs de gestion. Ces derniers font part de leurs connaissances, projets et activités en cours. Ceci engendre un sentiment d’appartenance chez les contrôleurs. Ils supervisent de près l’ensemble et tous les éléments financiers qui passent par eux. Tout en maintenant leur autonomie, ce partenariat entre les managers opérationnels et les contrôleurs de gestion est source de bénéfices organisationnels.

### La fonction contrôle de gestion garde-fou
La fonction contrôle de gestion « garde-fou » est associée à des logiques de changement fonctionnel et est également discernée d’une étape de la formation des cadres dirigeants. Les caractéristiques des marchés qui intègrent cette fonction sont qu’ils ne permettent pas aux conflits du contrôle de gestion de devenir essentiels : la logique principale est celle des ingénieurs et commerciaux. Elle accomplit plusieurs rôles : son premier objectif est de limiter les déviations en termes de dépenses.

### La fonction contrôle de gestion omnipotente
Ce type de contrôle est aménagé de manière à engendrer une surveillance et une mise sous tension continue des opérationnels ; celle-ci contribue à centraliser la problématique des coûts dans toutes les décisions au milieu de l’organisation. En contrepartie, elle est capable d'inhiber les opérationnels, soutenir la myopie d’une organisation quelconque et évoquer un frein marquant à l’innovation.